# Награда Милош Црњански
Награда Милош Црњански додељује се домаћем писцу за најбољу прву књигу из свих области у којима се огледао и сам Милош Црњански. Награду двогодишње додељује Задужбина Милоша Црњанског од 1981.

## Историја
Награда се додељује двогодишње од 1981. године, по завештању оснивача Задужбине Милоша Црњанског, Видосаве Црњански, са основним циљем да подстиче домаће књижевно стваралаштво. Награда се додељује домаћем писцу за најбољу прву књигу из свих области у којима се огледао и сам Црњански: роман, приповетка, поезија, драма, есеј, путопис, мемоаристика.
Награда доноси лауреатима одређене новчане износе, повељу и месингану плакету са ликом Милоша Црњанског, рад вајара Небојше Митрића.
Тестаментом госпође Црњански одређено је да награде додељује жири, чији ће доживотни председник бити Никола Милошевић.
У досадашњем раду жирија, поред председника Николе Милошевића, учествовали су још и Милорад Ђурић, Ђорђије Вуковић, Срба Игњатовић, Димитрије Тасић, проф. др Мило Ломпар, проф. др Радивоје Микић, др Слађана Јаћимовић и проф. др Бојана Стојановић Пантовић.
Свечано уручење награде приређује се у Народној библиотеци Србије.

## Добитници

#### 1981.
- Ђорђе Оцић, за роман Истрага, Наша књига, Београд 1981.
- Радослав Петковић, за роман Пут у Двиград, Просвета, Београд 1979.

#### 1983.
- Душан Ковачевић, за књигу Драме, БИГЗ, Београд 1983.
- Милан Оклопџић, за роман Ca. Blues, Просвета, Београд 1981.

#### 1985.
- Љубиша Бачић, за књигу песама Стена гологлава, Српска књижевна задруга, Београд 1985.
- Ђорђије Вуковић, за књигу есеја Огледи о српској књижевности, Нолит, Београд 1985.
- Весна Јанковић, за роман Златна књижица, Просвета, Београд 1985.
- Миладин Мичета, за књигу прича Глухо, БИГЗ–Јединство, Београд–Приштина 1985.
- Мирослав Поповић, за роман Судбине, Нолит, Београд 1984.

#### 1987.
- Јудита Шалго, за роман Траг кочења, Књижевна заједница Новог Сада, 1987.
- Хана Далипи, за роман Викенд у материни, БИГЗ, Београд 1986.
- Милосав Тешић, за књигу песама Купиново, БИГЗ, Београд 1986.
- Душан Радивојевић, за књигу песама Радосна игра лоптом, Пљевља–Прибој, 1987.
- Александар Баљак, за књигу Историја афокалипсе, ИК „Филип Вишњић”, Београд 1987.
- Ратко Пековић, за књигу есеја Ни рат ни мир, ИК „Филип Вишњић”, Београд 1986.
- Велимир Поповић, за превод Сеоба на француски језик: Migrations, Julliard – L'Age d'Homme, Париз–Лозана, 1986.

#### 1989.
- Зоран Аврамовић, за посебни допринос тумачењу Црњанског, поводом приређене књиге: Милош Црњански, Политички списи, Сфаирос, Београд 1989.
- Маринко Арсић Ивков, за приређену књигу Антологија српске удворичке поезије: од Доситеја до наших дана, Београд 1988.
- Драган Великић, за роман Via Pula, Рад, Београд 1988.
- Борислав Пекић, за књигу мемоара Године које су појели скакавци, БИГЗ–Јединство, Београд–Приштина 1987.
- Павле Рак, за књигу путописа Приближавања Атосу, Просвета, Београд 1989.
- Тиодор Росић, за књигу есеја Поезија и памћење, Дечје новине, Горњи Милановац 1988.
- Светлана Слапшак, за публицистичку књигу Хроноспоре, самиздат, Београд 1988.
- Коста Чавошки, за књигу есеја О непријатељу, Просвета, Београд 1989.

#### 1991.
- Владимир Јагличић, за књигу песама Изван ума, БИГЗ, Београд 1991.
- Дејан Медаковић, за књигу мемоара Ефемерис, БИГЗ, Београд 1990.
- Борислав Михајловић Михиз, за књигу мемоара Аутобиографија – о другима, БИГЗ, Београд 1990.
- Момчило Селић, за роман Изгон, Дечје новине, Горњи Милановац 1991.

#### 1994.
- Александар Гаталица, за роман Линије живота, Европа, Београд 1994.
- Саша Томашевић, за књигу прича Стан госпође месец, Књижевна омладина Србије, Београд 1993.
- Зоран Живковић, за роман Четврти круг, самиздат, Београд 1993.
- Ратомир Дамњановић, за књигу прича Комеморација, Белетра, Београд 1993.

#### 1998.
- Драгица Ђурић, за књигу песама Знам да сам вода, Књижевна заједница Новог Сада, 1995.
- Предраг Брајовић, за књигу прича Демо(сте)нологије, Матица српска, Нови Сад 1994.
- Гордана Ћирјанић, за књигу путописа Писма из Шпаније, Матица српска, Нови Сад 1995.
- Јован Булајић, за роман Жиг, Досије, Београд 1997.
- Драгиша Калезић, за књигу приповедака Толстој и гуштер, Српска књижевна задруга, Београд 1996.
- Угљеша Крстић, за књигу мемоара Најлепши позив на свету: забелешке једног издавача, Вајат, Београд 1994.

#### 2003.
- Стојан Бербер, за роман Трифунеја, Матица српска, Нови Сад 2000.
- Милош Комадина, за књигу прича Институт за рак, Стубови културе, Београд 2003.
- Гордана Боранијашевић, за књигу песама Ко жар у Влашиће, Просвета, Београд 2002.
- Родољуб Степановић, за књигу есеја Издржавање земље, Српска књижевна задруга, Београд 2002.
- Ивана Стефановић, за књигу путописа Пут за Дамаск, Геопоетика, Београд 2002.
- Предраг Пузић, за публицистичко издање Ломача за Сенса: злочин и казна Светислава Стефановића, Каирос, Сремски Карловци 2003.
- Бранко Ћирлић, за превод Романа о Лондону на пољски језик: Powieść o Londynie, Adam Marszałek, Торуњ 2003.

#### 2005.
- Радомир Д. Митрић, за књигу песама Носталгија за пуноћом, Арт принт, Бања Лука, 2004.
- Ненад Јовановић, за роман Инсистирање, Народна књига – Алфа, Београд 2005.
- Звонка Газивода, за књигу прича Делфини на хелијуму, Геопоетика, Београд 2004.
- Бошко Обрадовић, за књигу есеја Милош Црњански и нови национализам, Хришћанска мисао, Београд 2005.
- Петар Зец, за књигу путописа Позоришни меридијани, Плато, Београд 2004.

#### 2007.
- Милена Марковић, за књигу драма 3 драме, ЛОМ, Београд 2006.

#### 2009.
- Дејан Стојиљковић, за роман Константиново раскршће, Лагуна, Београд 2009.[2]

#### 2011.
- Зоран Петровић, за роман Камен близанац, Геопоетика издаваштво, Београд 2010.[3]

#### 2013.
- Горан Гоцић, за роман Таи, Геопоетика издаваштво, Београд 2013.[4]

#### 2015.
- Весна Капор, за књигу прича По сећању се хода као по месечини, Агора, Нови Сад 2014.[5]

#### 2017.
- Филип Грбић, за роман Руминације о предстојећој катастрофи, Плато, Београд 2017.[6]

#### 2020.
- Ђорђе Деспић, за књигу поезије Песме и други ожиљци, Културни центар Новог Сада, Нови Сад 2018.[7]

#### 2022.
- Дејан Алексић, за роман Петља, Лагуна, Београд 2021.[8][9]

#### 2024.
- Јована Дишић, за роман Вакуум, Вулкан издаваштво, Београд 2022.[10]